# Lamprolonchaea nigritarsata
Lamprolonchaea nigritarsata är en tvåvingeart som beskrevs av Mcalpine 1964. Lamprolonchaea nigritarsata ingår i släktet Lamprolonchaea och familjen stjärtflugor.
Artens utbredningsområde är Guam. Inga underarter finns listade i Catalogue of Life.